# Giovanna di Toucy

Stemma della Casa di Toucy

Giovanna di Toucy (1235 circa – 1317) è stata una nobildonna francese, signora di Toucy tra la fine del XIII e l'inizio del XIV secolo.

## Biografia
Era figlia di Giovanni di Toucy (1206-1250) e di Emma di Laval (1200-1264).
Divenne signora di Toucy nel 1250 quando suo padre Giovanni morì durante la settima crociata, nella battaglia di Mansura.
Nel 1266 sposò Tebaldo II di Bar, conte di Bar, figlio di Enrico II di Bar e Filippa di Dreux, e divenne contessa di Bar.
Morì nel 1317.

## Matrimonio e figli
Giovanna e Tebaldo ebbero quindici figli:
- Enrico (1259 † 1302), Conte di Bar[2]; sposato con Eleonora d'Inghilterra
- Giovanni († 1317), signore di Puisaye, sposò Giovanna di Dreux, figlia di Roberto IV di Dreux e di Beatrice di Montfort, contessa di Montfort
- Carlo, morto giovane, citato nella targa della madre;
- Teobaldo († 1312), citato nella targa della madre, eletto vescovo di Metz nel 1296, citato (messires Thibaus nostre freres) in una lettera, datata 1301, del fratello Enrico (Henris cuens de Bar)[3]; vescovo di Liegi nel 1302; ucciso in battaglia a Roma il 26 maggio 1312; sepolto a San Pietro (Roma).
- Rinaldo († 1316), citato nella targa della madre, canonico di Reims, Beauvais, Cambrai, Laon e Verdun; arcidiacono a Bruxelles e Besançon; vescovo di Metz nel 1302, come ci viene confermato da una lettera del 1314 (Renaut evesque de Mets)[4]; secondo le Europäische Stammtafeln[5], vol I, 2227 morì per avvelenamento;
- Erardo († ca. 1336), citato nella targa della madre, monaco nel 1292, citato (messires Erars de Bar nostre freres) in una lettera, datata 1301, del fratello Enrico (Henris cuens de Bar)[3] e poi signore di Pierreponte d'Ancerville nel 1302; sposò Isabella di Lorena, figlia di Teobaldo II, duca di Lorena e Isabella di Rumigny, come risulta da una lettera del 1320 (Erard de Bar chevalier Sires de Pierrepont et Ysabel de Lorrainne sa femme)[6]; ebbe sei figli;
- Pietro († ca. 1349), citato nella targa della madre, signore di Pierrefort nel 1300; signore di Bettingen, 1326/1334; sposato in prime nozze con Giovanna di Vienne, figlia di Ugo di Vienne, signore di Longwy e di Pagny (nipote di Isabella di Borgogna); ebbe quattro figli con la prima moglie; sposato in seconde nozze con Eleonora di Poitiers-Valentinois[7]
- Filippo, citato nelle Europäische Stammtafeln[5], vol I, 2227 (non consultate); arcidiacono a Saarburg;
- Filippa († 1290), sposata nel 1263 con Ottone IV, conte di Borgogna[8]
- Alice († 1307), citata nella targa della madre; sposata nel 1278 con Mattia di Lorena († affogato nel 1282), signore di Beauregard, figlio di Federico III, duca di Lorena
- Maria († 1333), citata nella targa della madre, sposata con Gobert VIII d'Aspremont († 1325), come ci viene confermato da una lettera del 1314 del fratello Rinaldo (Marie de Bar femme de monsieur Gobert d´Aspremont)[4];
- Isabella, citata nella targa della madre;
- Yolanda, morta giovane, citata nelle Europäische Stammtafeln[5], vol I, 2227;
- Margherita, citata nella targa della madre; badessa di Saint-Maur a Verdun;
- Enrichetta († dopo il 1311), citata, assieme alla sorella, Isabella, dallo storico, Georges Poull, nel suo libro La Maison souveraine et ducale de Bar (1994).